# Listă de politicieni greci implicați în scandaluri publice
Aceasta este o listă de politicieni greci implicați în scandaluri publice:

## Miniștri
- Akis Tsohatzopoulos⁠(en)[traduceți], fost ministru al Apărării, condamnat în martie 2013 la opt ani de închisoare pentru declararea incorectă a veniturilor,[1] condamnat în octombrie 2013 la 20 de ani de închisoare pentru spălare de bani în cadrul unor contracte pentru achiziționarea de armament.[2]

## Primari
- Vassilis Papageorgopoulos⁠(en)[traduceți], fost primar al orașului Salonic, al condamnat în 2013 la închisoare pe viață pentru deturnare de fonduri, valoarea fraudei fiind de aproape 18 milioane de euro.[3]

## Alții
- Alexandro Plomartis, membru al partidului neonazist Zorii Aurii, condamnat în 2014 la un an de închisoare pentru declarații xenofobe.[4][5][6][7]